# سفيتلانا أليكسييفيتش
سفيتلانا اليكسييفيتش (الروسية: Светлана Александровна Алексиевич) هي صحفية وكاتبة بيلاروسية ولدت في31 ماي 1948 في جمهورية أوكرانيا السوفيتية الإشتراكية في بلدة ستانسلاف غرب أوكرانيا، وفي كنف عائلة مدرسين في الريف.تخرجت من كلية الصحافة في جامعة مينسك (1967-1972).وعملت في جريدة محلية بمدينة بريست بالقرب من الحدود البولندية. وفي مراحل تالية من حياتها، عاشت متنقلة بين إيطاليا وفرنسا وألمانيا والسويد.حازت على جائزة السلام لتجارة الكتب الألمانية عام 2013.وحازت على جائزة نوبل للآداب سنة 2015.

## مؤلفاتها[26]
* 1985 - ليس للحرب وجه أنثوي: صدرت باللغة العربية في العام 2016، يتكئ على حوارات نابضة بالخسارة أجرتها مع مئات النساء اللاتي وقفن على الجبهة في الحرب العالمية الثانية لقتال ألمانيا النازية، وعددهن يقدر بمليون امرأة.
* 1990 - فتيان الزنك: صدرت باللغة العربية في العام 2016، أصوات سوفيتية من حرب منسية: نظرة جريئة إلى حرب الاتحاد السوفيتي في أفغانستان (1979–1989)، والعنوان يذكرنا بأن الجيش كان يشحن الموتى في الحرب إلى مسقط رؤوسهم في توابيت من الزنك.وفي النهاية عجز الجنود الروس عن إدراك مغزى ما لمسوه من “جحود” ممن قيل لهم إنهم يساعدونهم. وحاروا في فهم سر ردود أفعال الأفغان البغيضة تجاه العون، وكذلك العدوان على حدّ سواء. أمّا العائدون إلى وطنهم، بجروح جسدية أو معنوية، فلم يغفروا قط لمن لم يشارك في الحرب، ولا سيما إن أوحوا إليهم بأنها حرب عقيمة أو “خبيثة”. صارح أحد الجنود أليكسييفيتش، “لقد اعتقدنا أننا هناك للدفاع عن وطننا وأسلوب حياتنا”.
كثيرون رصدوا الحرب وأهوالها، ولكن أليكسييفيتش تسبر الحرب بنظرة استقصائية، تكاد تكون مجهولة تماما لدينا.
* 1993 - مسحور بالموت: يحكي عن محاولات إنتحار حقيقية تسبب فيها إنهيار الاتحاد السوفيتي. فكثير من الناس لم يستطيعوا التخلي عن أيدولوجيتهم الشيوعية أو حتي التأقلم مع الواقع الجديد.
* 1997 صلاة تشرنوبل: صدرت باللغة العربية في العام 2016.
* 2004 آخر الشهود: صدرت باللغة العربية في العام 2016، بعد أكثر من ثلاثين عاماً على نهاية الحرب العالمية الثانية، تُعيد سفيتلانا في كتابها «آخر الشهود» مَن بقي من أبطال تلك المرحلة إلى طفولتهم التي عايشت الحرب، لتروي على لسانهم آخر الكلمات. عن زمان يُختتم بهم.هذا الكتاب لا يشبه أبدا قصص الأطفال بالرغم من أنه يحكي ذكريات شخصية لأطفال عاصروا الحرب. بمعني أدق، يبين هذا الكتاب الحرب بعيون الأطفال والنساء.
* 2013 - زمن مستعمل: نهاية الإنسان الأحمر: صدرت باللغة العربية في العام 2018، تناقش فيه انهيار الاتحاد السوفيتي على لسان الشهود الذين عايشوا تلك المرحلة.

## الفوز بجائزة نوبل للآداب 2015
أعلنت الأكاديمية السويدية لجائزة نوبل للآداب يوم الخميس 8 أكتوبر 2015 سفيتلانا اليكسييفيتش، وهي أول بيلاروسية تمنح جائزة نوبل للآداب وكوفئت الكاتبة والصحافية «على اعمالها المتعددة الاصوات التي تفند معاناة عصرنا وشجاعته».
وقالت ساره دانيوس الأمينة العامة الدائمة للأكاديمية السويدية لمحطة "اس في تي" التلفزيونية العامة "لقد تحدثت اليها للتو واكتفت بكلمة واحدة: رائع! وأوضحت دانيوس "انها كاتبة كبيرة طرقت دروبا ادبية جديدة". وقالت أيضاً: "في السنوات الثلاثين إلى الأربعين الأخيرة أجرت مسحا للإنسان خلال المرحلة السوفيتية وما بعد هذه المرحلة. لكن الامر لا يتعلق باحداث بل بمشاعر". وقالت الكاتبة للمحطة نفسها في اتصال هاتفي "الفوز بهذه الجائزة أمر ضخم"

## وصلات خارجية
- سفيتلانا أليكسييفيتش على موقع IMDb (الإنجليزية)
- سفيتلانا أليكسييفيتش على موقع الموسوعة البريطانية (الإنجليزية)
- سفيتلانا أليكسييفيتش على موقع مونزينجر (الألمانية)
- سفيتلانا أليكسييفيتش على موقع ميوزك برينز (الإنجليزية)
- سفيتلانا أليكسييفيتش على موقع قاعدة بيانات الفيلم (الإنجليزية)
- الموقع الإلكتروني